# The Heart Punch (film 1915)
The Heart Punch è un cortometraggio muto del 1915 diretto da Stuart Paton.

## Trama
Jess è disoccupato ma non riesce a trovare lavoro. Una sera, in un saloon resta coinvolto in una rissa: viene così notato da Jack Gordon, un organizzatore di incontri di pugilato, che gli offre di lavorare per lui. Nelle mani di Gordon, Jess fa notevoli progressi, tenendo però nascosta la cosa alla moglie, per non metterla in ansia. Lei, invece, riesce comunque a scoprire tutto e gli fa promettere di non andare a combattere. Il giorno dell'incontro, Jess è messo davanti a un'ardua decisione: il loro bambino è gravemente malato e lui vorrebbe rimanergli accanto. Al tempo stesso, vuole anche il denaro che gli verrà versato dopo il combattimento e che gli servirebbe per curare il piccolo. Finisce che sceglie di fare l'incontro. Quando il match è finito, Jess corre a casa dove, per fortuna, trova il figlio ancora vivo. Al mattino, la grave crisi del piccolo malato è passata: questa volta Jess promette alla moglie che ormai la sua carriera di pugile è finita e che quello è stato per lui l'ultimo incontro.

## Produzione
Il film fu prodotto dall'Independent Moving Pictures Co. of America (IMP).

## Distribuzione
Distribuito dall'Universal Film Manufacturing Company, il film - un cortometraggio in una bobina - uscì nelle sale cinematografiche statunitensi l'8 febbraio 1915. Il 28 luglio 1919, ne fu distribuita una riedizione.